# Personalgemeinde
Unter einer Personalgemeinde versteht man eine Kirchengemeinde, die sich nicht aus einem bestimmten Gebiet, sondern aus überörtlich zusammenfindenden Mitgliedern zusammensetzt.

## Deutschland
Als Personalgemeinde wird in Deutschland insbesondere eine evangelische Kirchengemeinde bezeichnet, die keinen geographisch festgelegten Pfarrbezirk (Parochie) verwaltet. Die Mitgliedschaft in einer Personalgemeinde leitet sich nicht aus dem Wohnsitz eines Gläubigen ab, wie es bei einer Territorialgemeinde der Fall ist, sondern wird vom Gläubigen bestimmt. Personalgemeinden setzen sich aus Gläubigen zusammen, die einem bestimmten Personenkreis angehören oder gemeinsame Interessen haben.
Die meisten freikirchlichen Gemeinden sind als Personalgemeinden gelistet.
Das römisch-katholische Pendant zur Personalgemeinde ist die Personalpfarrei.
Geschichtlich geht die Entstehung von Personalgemeinden auf die Erweckungsbewegung des 19. Jahrhunderts und auf die Entwicklung der Diakonie zurück. Innerhalb der evangelischen Landeskirchen wurden Diakonissenmutterhäuser und große Diakonieeinrichtungen bald nach ihrer Entstehung zu Personalgemeinden erklärt, damit die Mitglieder oder Heimbewohner seelsorglich und kirchlich eigenverantwortlich betreut werden konnten. Andere Personalkirchengemeinden entstanden unter dem Einfluss von Pietismus und Gemeinschaftsbewegung mit einem Schwerpunkt auf evangelistischer Verkündigung, so z. B. die Evangelische Personalkirchengemeinde Nord-Ost in Frankfurt am Main. Je nach geltender Kirchenverfassung werden auch Soldaten- oder Studentengemeinden (Hochschulgemeinden) als Personalgemeinden geführt.
Da das Territorialprinzip bei der Gemeindestruktur überwiegt, sind Personalgemeinden nur vereinzelt vorzufinden.
Allerdings sind durch die Möglichkeit der Umgemeindung einige zentrale Großstadtgemeinden durch Mitglieder geprägt, die nicht im eigentlichen Gemeindeterritorium wohnen. Oftmals gibt es dort fast keine Wohnbevölkerung.

### Personale Gemeinden
In den evangelischen Landeskirchen gibt es unterschiedliche Bestimmungen zu Personalgemeinden. So hat die Evangelische Kirche Württembergs am 26. November 2012 die Möglichkeit beschlossen, „Personale Gemeinden“ zu bilden. Im Gegensatz zur Personalgemeinde ist die Personale Gemeinde keine Körperschaft des öffentlichen Rechts, sondern ein rechtlich unselbstständiger Teil einer (Gesamt-)Kirchengemeinde. Zwei solcher Gemeinden sind zurzeit im Prozess der Anerkennung: der „Jesus-Treff“ in Stuttgart und die Gemeinde am Glemseck in Leonberg.

## Österreich
Die evangelische Kirche A.B. und H.B. in Österreich hat die kirchenrechtliche Möglichkeit geschaffen, einer „Wunschgemeinde“ (korrekt: Wahlgemeinde) anzugehören, wenn ein dementsprechender Antrag von den Presbyterien beider Pfarrgemeinden befürwortet wird. Dadurch entsteht die wohl einzigartige Situation, dass beide Kirchen prinzipiell nach dem Parochialrecht organisiert sind, es ihren Mitgliedern aber erlauben, sich für eine Personalgemeinde zu entscheiden.
Allerdings bedeutet dies nur, dass der Kirchenbeitrag von der Wahlgemeinde eingehoben wird, und auch die Möglichkeit zur Ausübung von kirchlichen Ämtern nur in dieser besteht, andererseits aber alle Kasualien durch die Wohnsitzgemeinde durchzuführen sind, die diese Personen nur als Gast in ihrer Kartei führt.

## Andere Bedeutung
Der Ausdruck Personalgemeinde wird kirchenintern auch für jene Personen angewandt, die eine besonders intensive Beziehung, resp. Verehrung für einen Pfarrer / eine Pfarrerin entwickelt haben.  Diese umgangssprachliche Verwendung hat eine kritische oder auch abwertende Bedeutung.